# افسر آزادی مشروط
افسر آزادی مشروط (به انگلیسی: The Parole Officer) فیلمی محصول سال ۲۰۰۱ و به کارگردانی جان دایگن است. در این فیلم بازیگرانی همچون استیو کوگان، اوم پوری، استیون ودینگتون، بن میلر، اما ویلیامز، برد سیو، استیون دیلین، لینا هیدی، جان هنشا، عمر شریف، جنی اگاتر، سایمون پگ، جولیا دیویس، توگو ایگاوا و هیزل داگلاس ایفای نقش کرده‌اند.